# Martín García
Martín García je ostrov v ústí Río de la Plata, který leží v uruguayských výsostných vodách, ale na základě dohody z roku 1973 je součástí Argentiny (provincie Buenos Aires). Uruguay si podržela svrchovanost nad sousedním ostrovem Timoteo Dominguez.
Ostrov Martín García má rozlohu 1,84 km² a žijí na něm necelé dvě stovky obyvatel. Leží 45 km severovýchodně od Buenos Aires. Objevil ho v roce 1516 Juan Diaz de Solís a pojmenoval podle člena své posádky, který na ostrově zahynul. O strategický ostrov bylo v 19. století svedeno několik námořních bitev. Byl využíván jako trestanecká kolonie, kde byl vězněn mj. pozdější prezident Juan Perón. V současnosti je přírodní rezervací a cílem turistů, vyhledávajících zdejší pitoreskní architekturu. Plochý ostrov je zalesněn ceibou, žijí zde jeleni a kapybary. Na ostrově Martín García je letiště.